# Acontia aprica
Acontia aprica är en fjärilsart som beskrevs av Jacob Hübner 1802. Acontia aprica ingår i släktet Acontia och familjen nattflyn. Inga underarter finns listade i Catalogue of Life.

## Bildgalleri

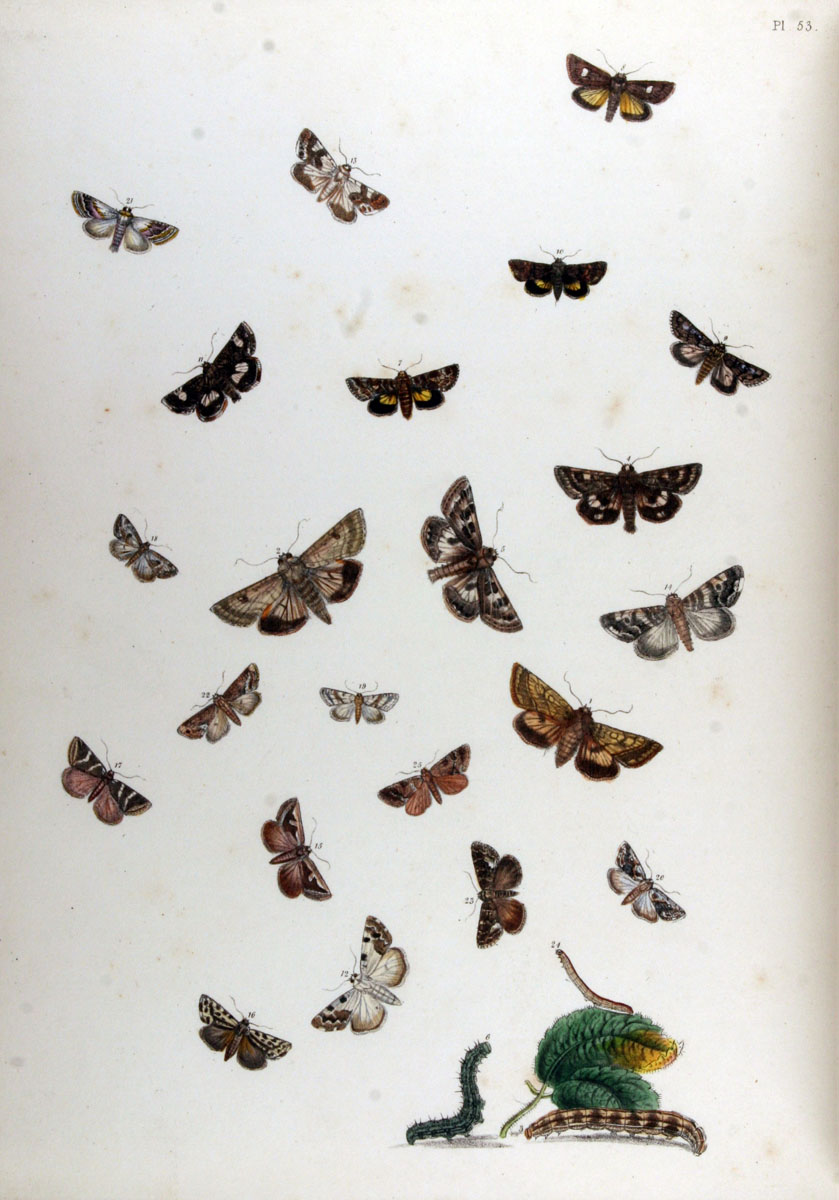